# Ziphosuchia
Gli zifosuchi (Ziphosuchia) sono un gruppo di rettili imparentati con i coccodrilli, vissuti fra il Cretaceo e il Miocene (110 - 15 milioni di anni fa). I loro resti sono stati ritrovati principalmente in Sudamerica, ma anche in Europa, Africa e Asia.

## Descrizione
Nonostante questi animali fossero stretti parenti dei coccodrilli, il loro aspetto era decisamente diverso da quello delle forme attuali. In genere gli zifosuchi possedevano zampe lunghe e un muso corto; il corpo era tenuto sollevato dal terreno, grazie agli arti robusti, e il cranio era notevolmente robusto. La dentatura, almeno nelle forme carnivore, era composta da denti taglienti, compressi lateralmente e carenati, molto simili a quelli dei dinosauri teropodi. Molti zifosuchi erano lunghi alcuni metri, ma alcune specie non superavano il metro di lunghezza.

## Evoluzione
Si presume che gli zifosuchi abbiano avuto origine nel Cretaceo inferiore in Sudamerica o in Africa, da alcuni crocodilomorfi primitivi affini ai gobiosuchidi (Gobiosuchidae). In breve tempo, questi animali si diversificarono e riempirono diverse nicchie ecologiche: alcuni zifosuchi divennero erbivori (Notosuchus), altri si specializzarono nella predazione (Baurusuchus), altri ancora divennero divoratori di carogne (Libycosuchus). Altre forme erano ancora più strane, dal cranio simile a quello dei cani (Mariliasuchus) o dei conigli (Yacarerani).
Nel Cretaceo superiore questi "coccodrilli" erano diffusi, oltre che in Sudamerica e Africa, anche in Asia (Pabwehshi, Chimaerasuchus) e in Europa (Doratodon). L'evento catastrofico di fine Cretaceo portò all'estinzione la maggior parte degli zifosuchi, ma alcune forme relitte sopravvissero nel Cenozoico in Europa (Iberosuchus, Bergisuchus), Africa (Eremosuchus) e Sudamerica. In quest'ultimo continente, in particolare, si sviluppò la famiglia dei sebecidi (Sebecidae), con forme terrestri che sopravvissero fino a Miocene inoltrato.

## Tassonomia

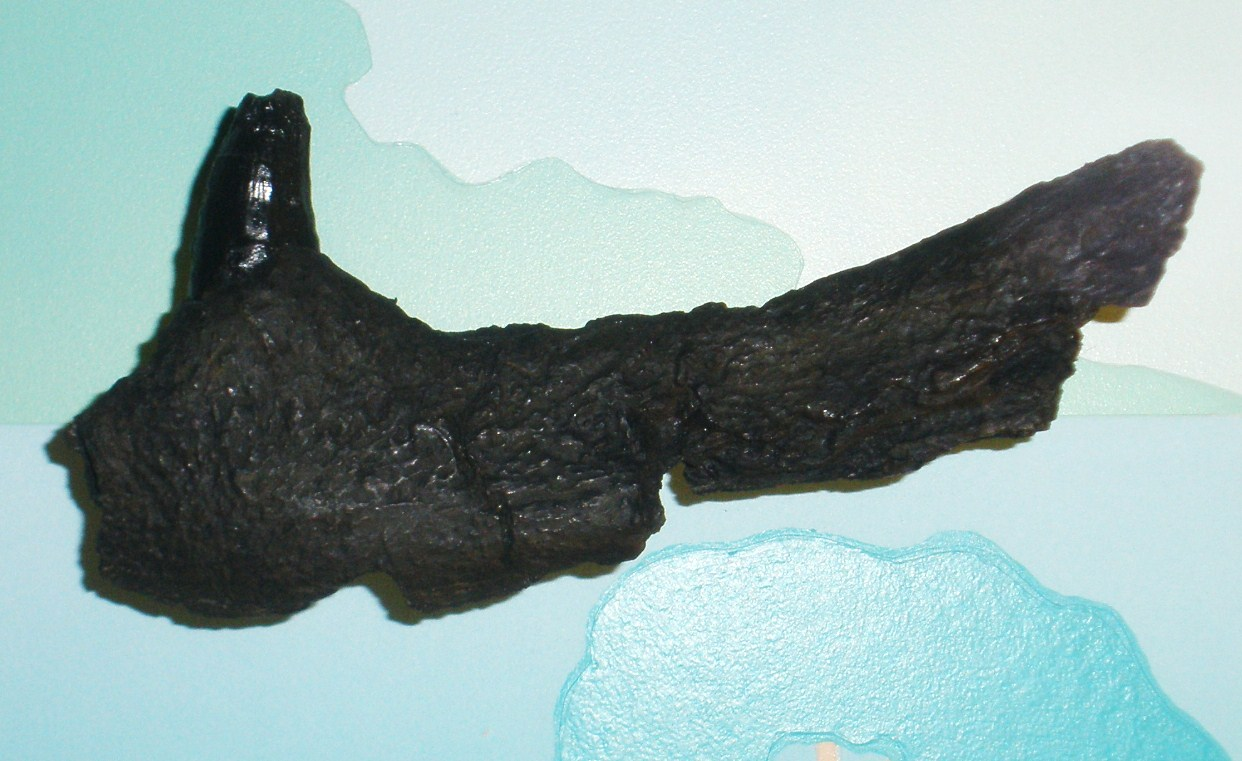
Frammento di mandibola di Bergisuchus dietrichbergi

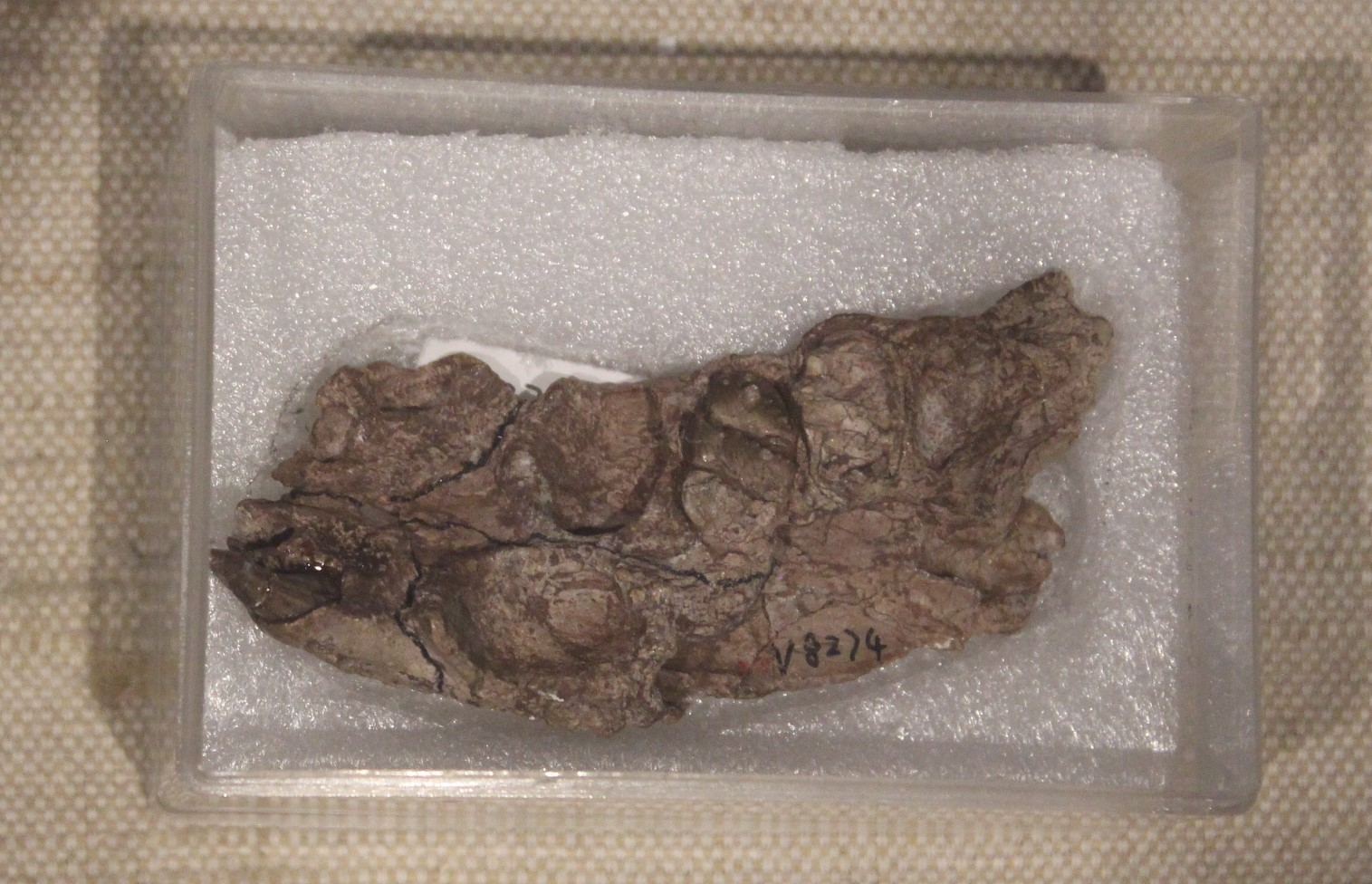
Fossile di Chimaerasuchus paradoxus

Da Mikko's Philogeny Archive: https://web.archive.org/web/20121018111306/http://www.helsinki.fi/~mhaaramo/metazoa/deuterostoma/chordata/archosauria/crocodylia/ziphosuchia.html
```
 †
Ziphosuchia
 sensu Ortega, Gasparini, Buscalioni & Calvo, 2000, and Turner & Calvo, 2005
  |?- †
Wanosuchus atresus

  |--o †Notosuchia [Notosuchidae sensu lato]
  |  |?- †
Adamantinasuchus navae
 Nobre & Carvalho, 2006; U.Cret. SA.
  |  |--o †Candidodontidae Carvalho, Ribeiro & Avilla, 2004
  |  |  |--o †
Mariliasuchus
 Carvalho & Bertini, 1999; U.Cret. SA.
  |  |  |  |-- †
M. amarali
 Carvalho & Bertini, 1999
  |  |  |  `-- †
M. robustus

  |  |  |-- †
Candidodon itapecuruense
 Carvalho & Campos, 1988; L.Cret. ESA.
  |  |  `?- †
Malawisuchus mwakasyungutiensis
 Gomani, 1997; L.Cret. EAf.
  |  `--o †Notosuchidae Dollo, 1914 [1924]
  |     |-- †
Notosuchus terrestris
 Woodward, 1896; U. Cret. WSA.
  |     `--+-- †
Sphagesaurus huenei
 Price, 1950, L. Cret. ESA.
  |        `-- †
Chimaerasuchus paradoxus
 Wu, Sues & Sun, 1995; L. Cret. EAs.
  `--+-- †
Libycosuchus
 sp. [Libycosuchidae]
     `--+--o †
Doratodon
 Seeley, 1881; U.Cret. SWEu.
        |  |-- †
D. carcharidens
 (Bunzel, 1871)
        |  `-- †
D. ibericus
 Company, Pereda Suberbiola, Ruiz-Omeñaca & Buscalioni, 2005
        `--o †Sebecosuchia Colbert, 1946 
           |-- †
Pehuenchesuchus enderi
 Turner & Calvo, 2005
           |--o †Sebecosuchidae Simpson, 1937 
Sebecidae

           |  |?- †
Ilchunaia parca
 Rusconi, 1946
           |  |?- †
Ayllusuchus fernandezi
 Gasparini, 1984
           |  |--+-- †“Itaborai crocodyliform”
           |  |  `-- †
Bretesuchus bonapartei
 Gasparini,Fernandez & Powell, 1993
           |  `--o †
Sebecus
 Simpson, 1937
           |     |-- †
S.
 sp.1
           |     |-- †
S.
 sp.2
           |     |-- †
S.
 sp.3
           |     |-- †
S. querejazus
 Buffetaut & Marshall, 1991
           |     |-- †
S. icaeorhinus
 Simpson, 1937
           |     `-- †
S. huilensis
 Langston, 1965
           `--o †Baurusuchoidea                
              |--o †
Iberosuchus
 Antunes, 1975; Eoc. WEu. [Iberosuchidae]
              |  |-- †
I. macrodon
 Antunes, 1975
              |  `?- cf. †
Iberosuchus
 Ortega et al., 1996 
              |-- †
Eremosuchus elkoholicus
 Buffetaut, 1989; Eoc. NAf.
              `--o †Baurusuchidae Price, 1945
                 |?- †
Bergisuchus dietrichbergi
 (Berg, 1966) Eoc. CEu. 
                 |--o †
Baurusuchus
 Price, 1945; U.Cret. SAm.
                 |  |-- †
B. pachecoi
 Price, 1945
                 |  `-- †
B. salgadoensis
 Carvalho, Campos & Nobre, 2005
                 |-- †
Cynodontosuchus rothi
 Woodward, 1896; U.Cret. SAm. 
                 |-- †
Pabwehshi pakistanensis
 Wilson, Malkani & Gingerich, 2001; U.Cret. SAs.
                 `-- †
Stratiotosuchus maxhechti
 Campos, Suarez, Riff, Kellner,2001; U.Cret. SAm.
```